# Tanzawa-Bergland

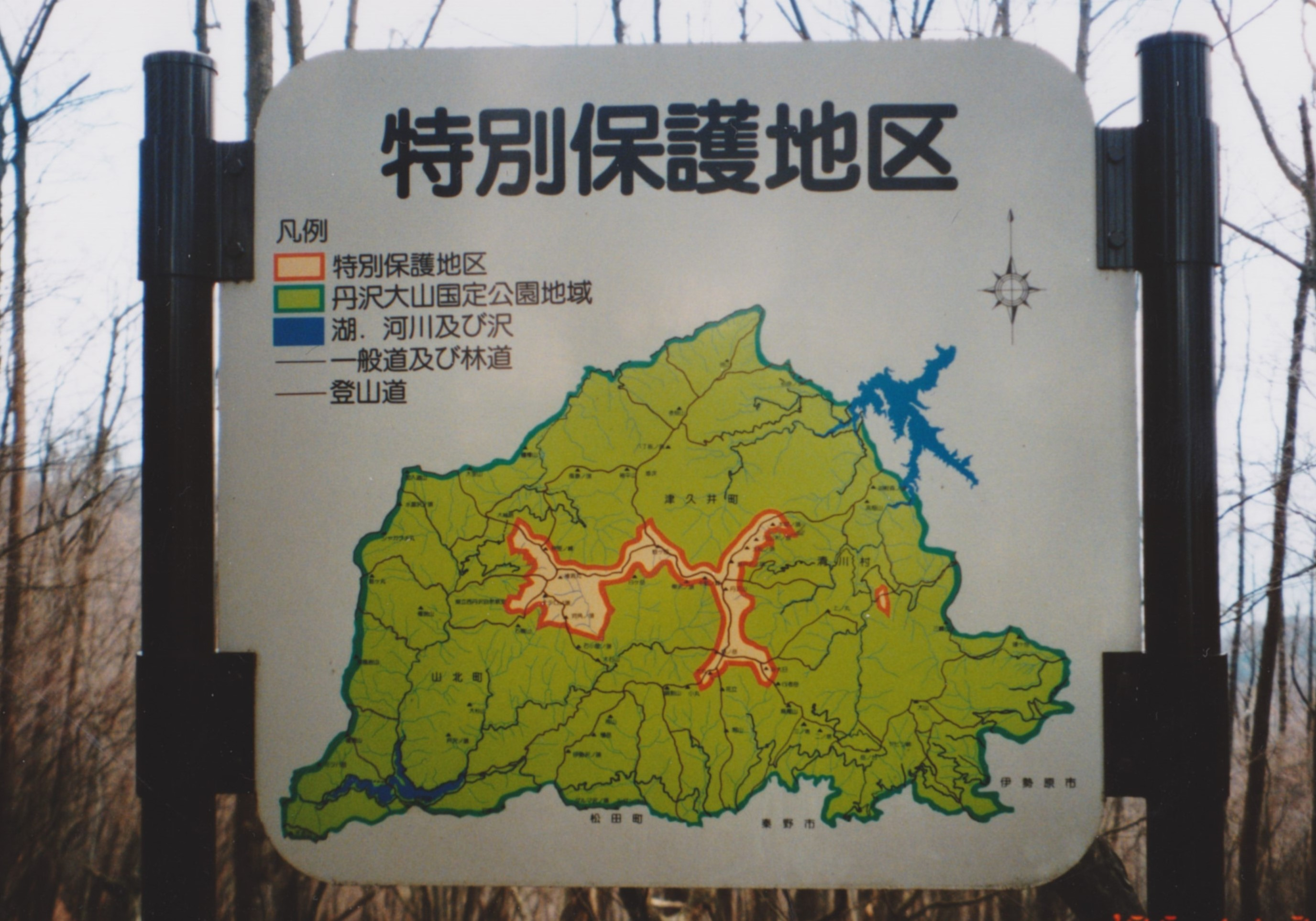
Der Tanzawa-Ōyama-Quasinationalpark

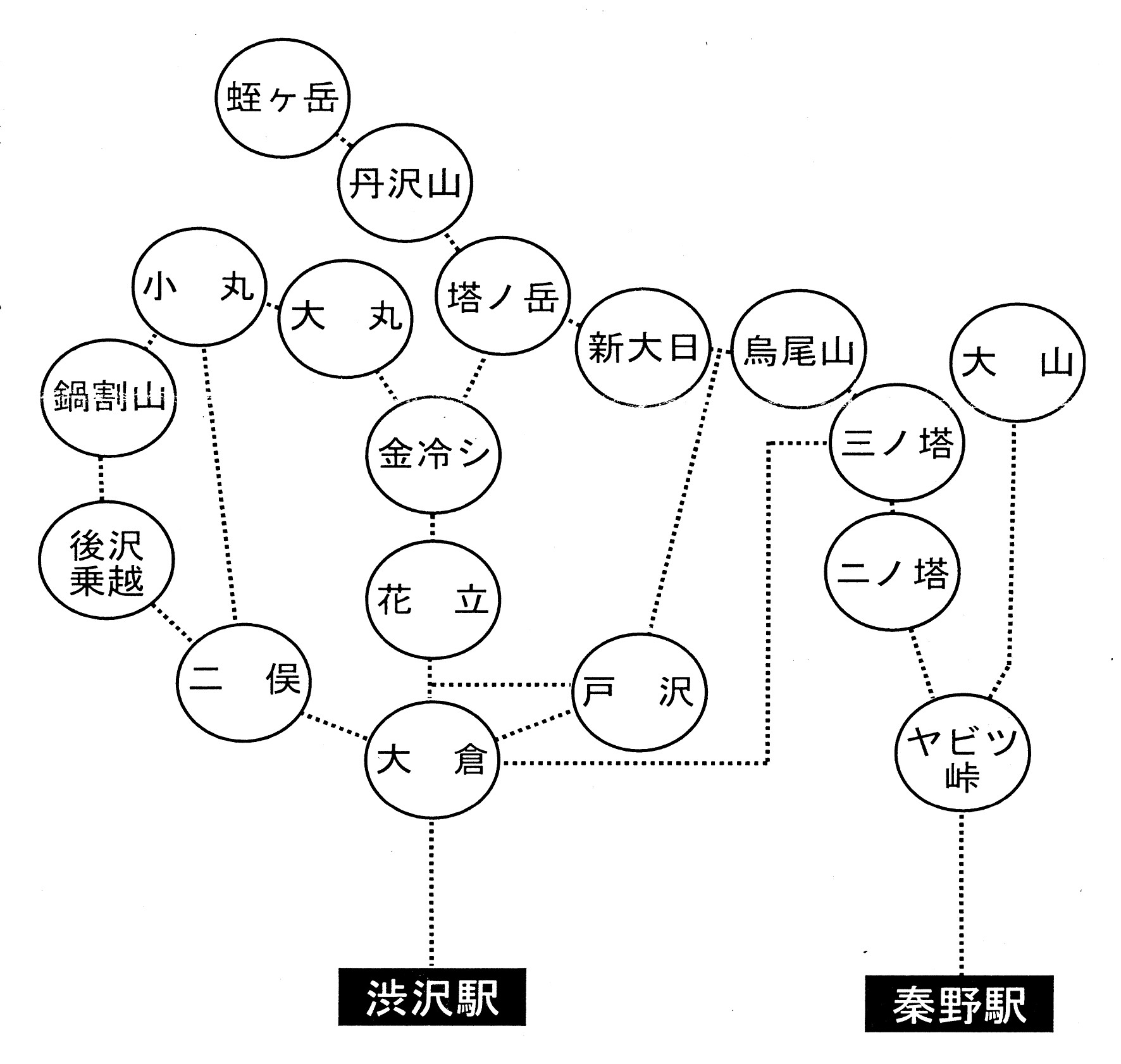
Die wichtigsten Gipfel im südlichen Tanzawa samt Zugangsbahnhöfen, Einstiegsorten und Pässen

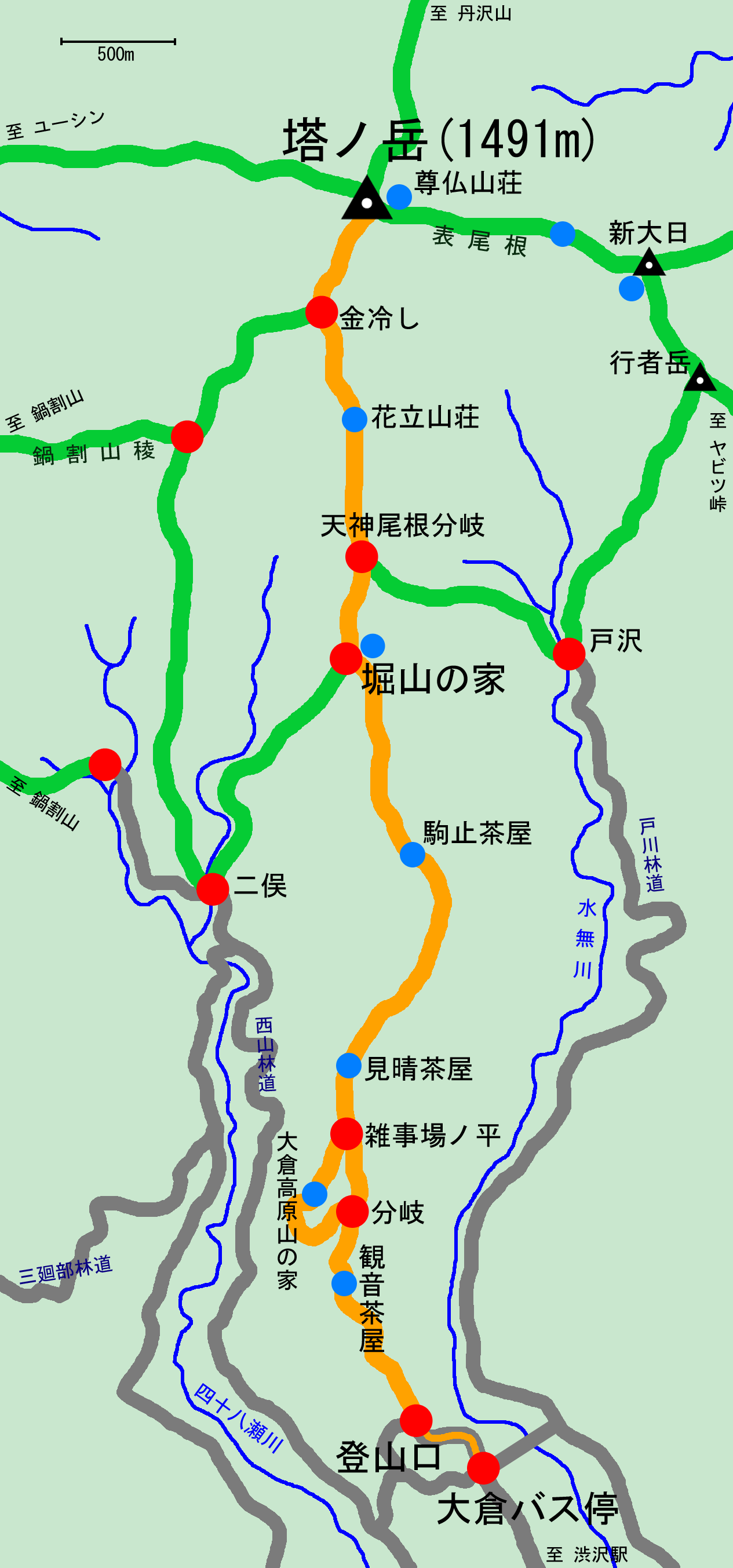
Aufstieg zum Tonodake

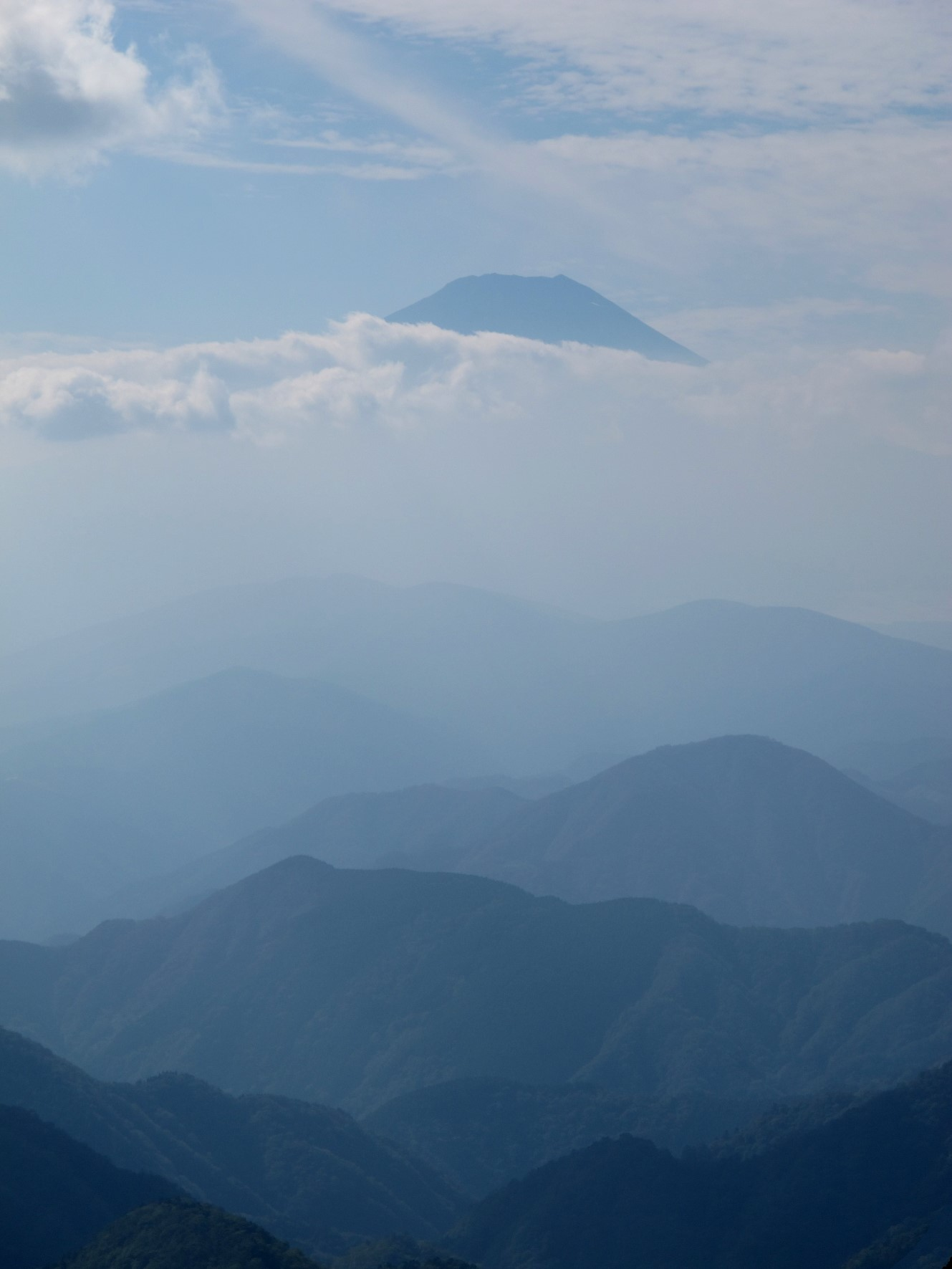
Fuji vom Tonodake

Das Tanzawa-Bergland (jap. 丹沢山地, Tanzawa-sanchi) ist eine japanische Gebirgsregion in Kantō, deren zentraler Bereich vom Tanzawa-Ōyama-Quasi-Nationalpark eingenommen wird. Das Bergland befindet sich im nordwestlichen Teil der Präfektur Kanagawa und grenzt an die Präfekturen Shizuoka im Westen und Yamanashi im Norden.

## Übersicht
Das Bergland ist aufgrund seiner guten Verkehrsanbindung (Odakyū Odawara-Linie) ein wichtiges Naherholungsgebiet für den Ballungsraum Tokio-Yokohama. Einen guten Zugang hat man von den Bahnhöfen Shibusawa (渋沢) und Hadano (秦野).
- Von Shibusawa beginnt der Standard-Aufstieg von Okura (大倉) aus, das man vom Bahnhof Shibusawa mit dem Bus erreicht. Von dort ist eine Besteigung des 1.491 m hohen Tōnodake (塔ノ岳) auf gut ausgebautem Weg über den Hanadate als Tagesausflug möglich. Markierte Wanderwege und Berghütten ermöglichen auch mehrtägige Bergtouren im Tanzawa-Gebirge.
- Von Hadano aus geht der Aufstieg über den Yabitsu-Pass (矢櫃峠, Yabitsu tōge), Dann teilt sich der Weg: einer führt zum Ōyama, der andere ermöglicht über Ni-no-tō (二ノ等), San-no-tō (三ノ等) und den Toriiyama (鳥尾山) den Anschluss an die westlichen Berge.

Die Bergflanken bieten die Möglichkeiten zum in Japan beliebten „Bachaufwärtsklettern“ (沢登り sawa-nobori). Bei dieser Sportart watet man durch einen Wasserlauf bis zum Kamm hinauf, wobei Schluchten mit schmalen Wasserfällen bis zu 15 m zu überwinden sind.
Trotz seiner relativ geringen Höhe ist das Tanzawa-Bergland im Winter oft einen halben Meter und höher verschneit. Ende des Winters können die Wege durch Tau- und Gefrierprozesse unpassierbar werden, im Frühjahr mit Schlamm auf dem noch gefrorenen Untergrund bedeckt sein.

## Das Bergland
1. Hiru-ga-dake (蛭ヶ岳, 1672,7 m)[A 2]
2. Fudō-no-mine (不動ノ峰, 1614 m)
3. Onigaiwa no atama/kashira (鬼ヶ岩ノ頭, 1608 m)
4. Hinokiboramaru (檜洞丸, 1600 m)
5. Tanasawa no atama/kashira (棚沢ノ頭, 1590 m)
6. Ōmuro-yama (大室山, 1587,6 m)
7. Tanzawa-yama (丹沢山, 1567,1 m)
8. Kumasasa-no-mine (熊笹の峰, 1523 m)
9. Ryūga-bamba (竜ヶ馬場, 1504 m)
10. Dōkaku no atama/kashira (同角ノ頭, 1491 m)
11. Teshiro no atama (テシロノ頭, 1491 m)
12. Tōnodake (塔ノ岳, 1490,9 m)

Weitere bekannte Gipfel sind:
1. Nabewari-yama (鍋割山, 1272,5 m)
2. Ōyama (大山, 1251,7 m)

### Tōnodake
Der Tōnodake gehört zwar nicht zu den höchsten Gipfeln des Nationalparks, aber am Südrand gelegen bietet er den besten Ausblick auf das Vorland bis hin zum Meer. Auch der 30 km entfernte Fuji ist von dort aus an klaren Tagen gut zu sehen. Auf dem Berg steht die Berghütte Sombutsu sansō (尊仏山荘), die Übernachtungsmöglichkeiten bietet.

### Nabewari-yama
Auf dem Nabewari-yama steht die Berghütte Nabeyama sansō, die Kusano Nobetaka (* 1948), ein Bergsteiger mit Himalaya-Erfahrung, seit 1985 nahezu alleine gebaut hat und betreibt. Während heute gelegentlich das japanische Militär im Rahmen von Übungseinsätzen Hubschrauber für das Heraufschaffen von Lasten zur Verfügung stellt, hat Kusano das Baumaterial auf dem Rücken hochgetragen, trotz seiner Behinderung: bei einem Himalaya-Aufstieg verlor er sieben Zehen durch Erfrierung.

### Ōyama
Der östlich gelegene und durch den Yabitsu-Pass vom Tanzawa-Bergland getrennte Ōyama wurde wegen seiner regelmäßigen Form trotz seiner geringen Höhe seit alters her als Heiliger Berg verehrt. Seit der mittleren Edo-Zeit ist er das Ziel von Pilgerfahrten.

## Galerie

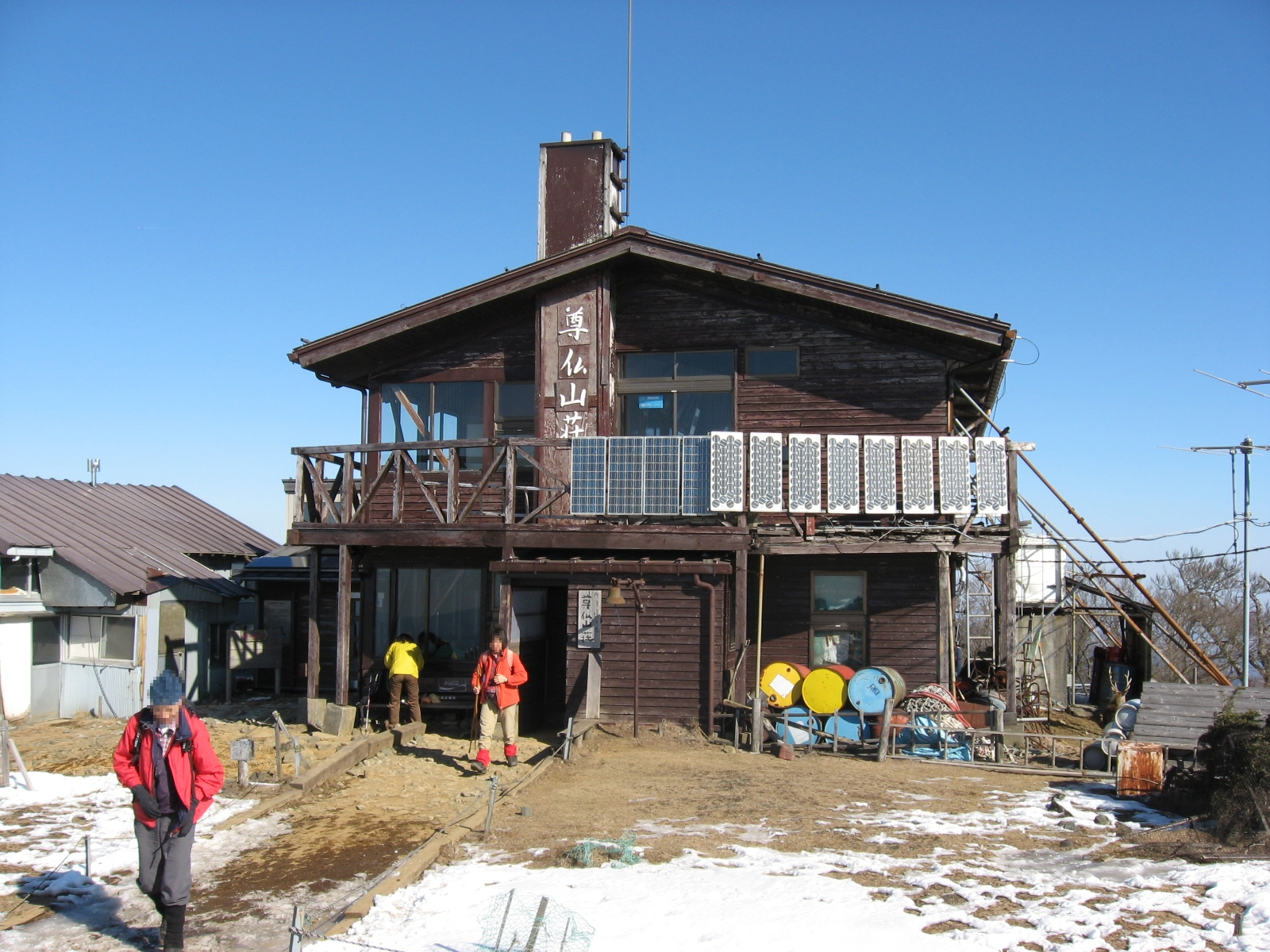
Hütte auf dem Tonodake
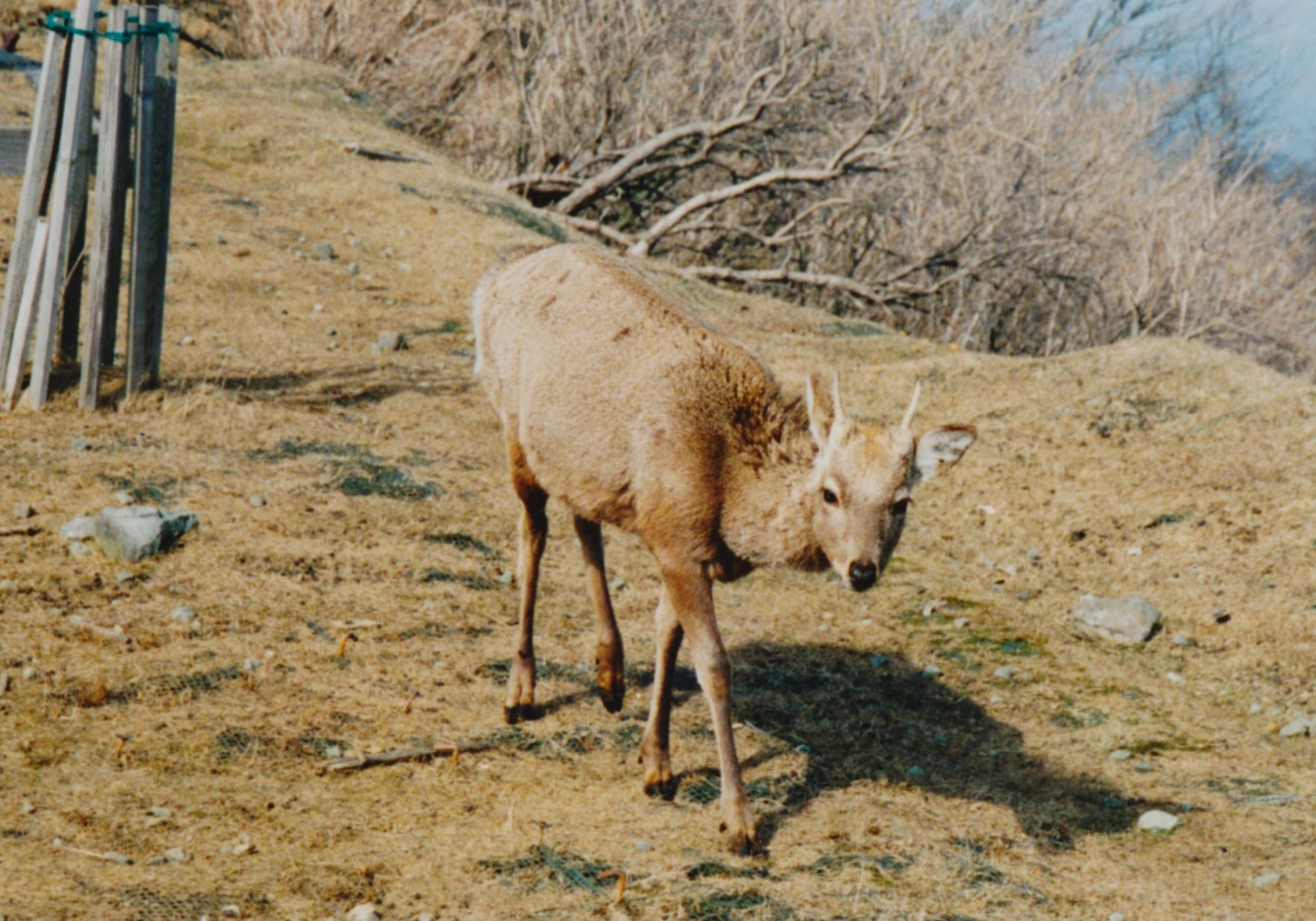
Gämse am Tonodake
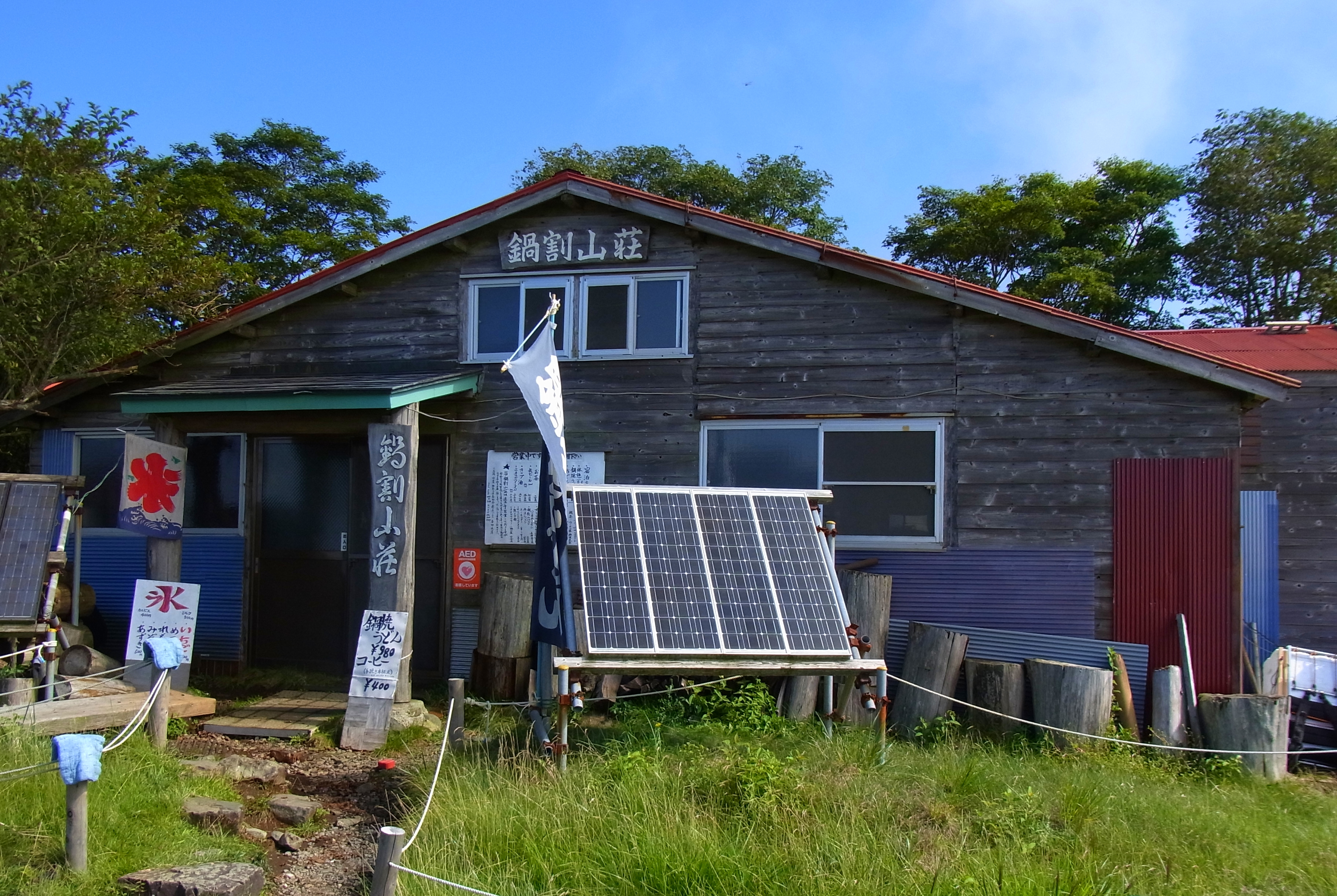
Hütte auf dem Nabewari
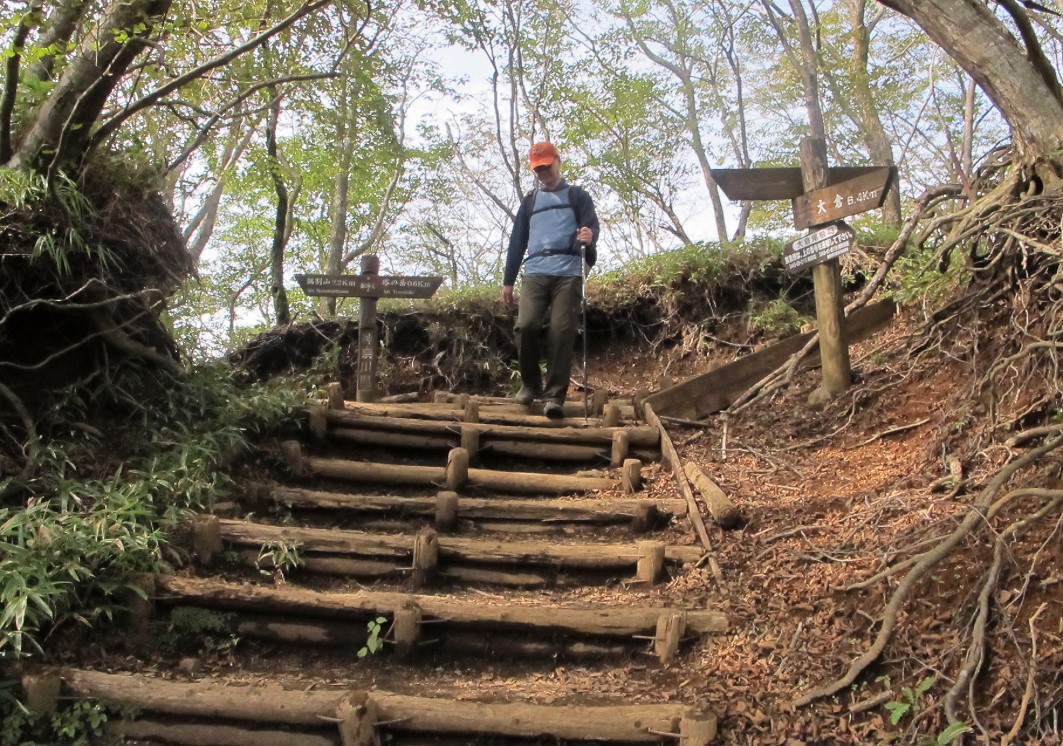
Weg in den Bergen
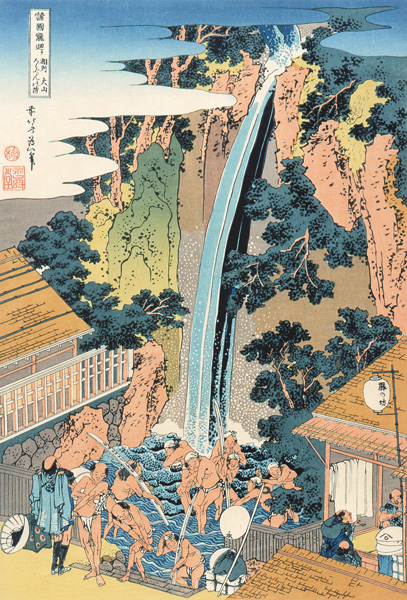
Wasserfall am Ōyama
[A 3]
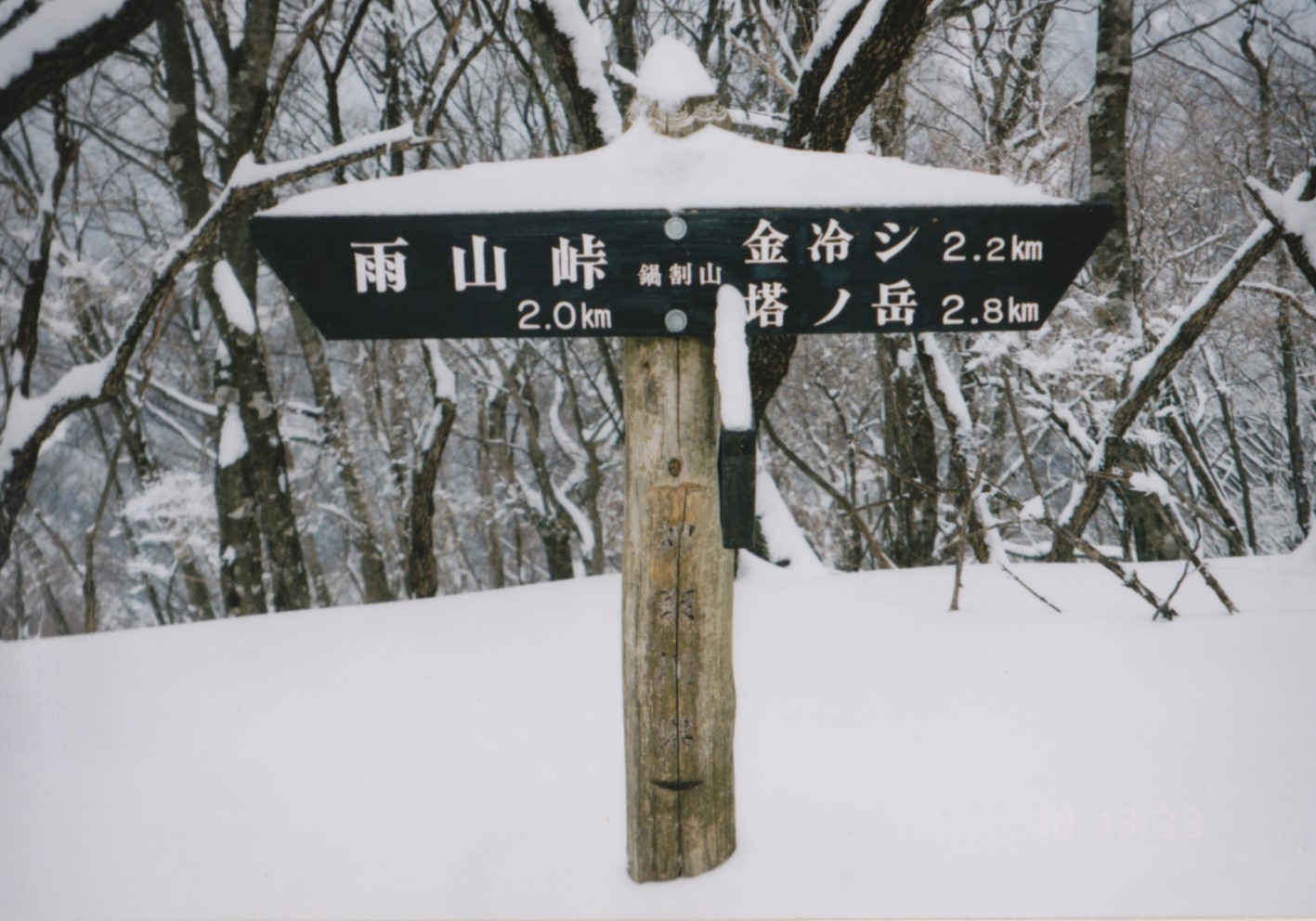
Wegweiser im Winter